# Edgar Lewis
Edgar Lewis (22 augustus 1869 – Los Angeles, 21 mei 1938) was een Amerikaanse filmregisseur gedurende het stommefilmtijdperk. Lewis regisseerde tientallen films en acteerde in enkele ervan, waaronder in zijn laatste film Riding Wild uit 1935.

## Gedeeltelijke filmografie (als regisseur)
- Ladies in Love (1930)
- Love at First Sight (1929)
- Unmasked (1929)
- The Gun Runner (1928)
- Life's Crossroads (1928)
- Stormy Waters (1928)
- The Arizona Cyclone (1928)
- Put 'Em Up (1928)
- The Fearless Rider (1928)
- One Glorious Scrap (1927)
- A Made-To-Order Hero (1927)
- Red Love (1925)
- The Right of the Strongest (1924)
- You Are Guilty (1923)
- Strength of the Pines (1922)
- The Sage Hen  (1921)
- A Beggar in Purple (1920)
- Lahoma  (1920)
- Sherry  (1920)
- Samson (1915)
- The Nigger (1915)

- Bibliothèque nationale de France: cb169182336 (data)
- Système universitaire de documentation: 183352653
- Virtual International Authority File: 313578010